# Гран-при Швейцарии
Гран-при Швейцарии (нем. Großer Preis der Schweiz, фр. Grand Prix de Suisse, итал. Gran Premio di Svizzera) — главное гоночное соревнование в Швейцарии. Являлось этапом чемпионата мира Формулы-1 в сезонах 1950—1954 (трасса Бремгартен) и 1982 годов (трасса Дижон во Франции, так как автогонки на территории Швейцарии были запрещены после аварии 1955 года в Ле-Мане, повлёкшей смерть 80 человек). Первые девять Гран-при Швейцарии проводились до 1950 года, пять из них входили в предвоенный чемпионат Европы.
Последний раз гонка прошла в 1982 году. Хотя в 1983 она должна была состояться вновь, в качестве девятого этапа чемпионата мира Формулы-1, французское телевидение отказалось проводить прямой репортаж с гонки, в связи с тем, что спонсоры этапа не смогли найти деньги на оплату трансляции, и запланированное соревнование было отменено.
6 июня 2007 года швейцарский парламент продлил запрет на проведение гонок ещё на пять лет.

## Победители Гран-при Швейцарии
Розовым цветом помечены Гран-при, не входившие в чемпионат мира Формулы-1, жёлтым — входившие в предвоенный чемпионат Европы
# — нумерация Гран-при Швейцарии, римскими цифрами пронумерованы все Гран-при, арабскими — входившие в чемпионат мира Формулы-1
| Сезон     | #             | #             | Пилот               | Конструктор   | Трасса        | Отчёт         |
| --------- | ------------- | ------------- | ------------------- | ------------- | ------------- | ------------- |
| 1934      |               | I             | Ганс Штук           | Auto Union    | Бремгартен    |               |
| 1935      |               | II            | Рудольф Караччола   | Mercedes      | Бремгартен    |               |
| 1936      |               | III           | Бернд Роземайер     | Auto Union    | Бремгартен    |               |
| 1937      |               | IV            | Рудольф Караччола   | Mercedes      | Бремгартен    |               |
| 1938      |               | V             | Рудольф Караччола   | Mercedes      | Бремгартен    |               |
| 1939      |               | VI            | Герман Ланг         | Mercedes      | Бремгартен    |               |
| 1940—1946 | Не проводился | Не проводился | Не проводился       | Не проводился | Не проводился | Не проводился |
| 1947      |               | VII           | Жан-Пьер Вимилль    | Alfa Romeo    | Бремгартен    |               |
| 1948      |               | VIII          | Карло Феличе Тросси | Alfa Romeo    | Бремгартен    |               |
| 1949      |               | IX            | Альберто Аскари     | Ferrari       | Бремгартен    |               |
| 1950      | 1             | X             | Нино Фарина         | Alfa Romeo    | Бремгартен    | Отчёт         |
| 1951      | 2             | XI            | Хуан-Мануэль Фанхио | Alfa Romeo    | Бремгартен    | Отчёт         |
| 1952      | 3             | XII           | Пьеро Таруффи       | Ferrari       | Бремгартен    | Отчёт         |
| 1953      | 4             | XIII          | Альберто Аскари     | Ferrari       | Бремгартен    | Отчёт         |
| 1954      | 5             | XIV           | Хуан-Мануэль Фанхио | Mercedes      | Бремгартен    | Отчёт         |
| 1955—1974 | Не проводился | Не проводился | Не проводился       | Не проводился | Не проводился | Не проводился |
| 1975      |               | XV            | Клей Регаццони      | Ferrari       | Дижон         | Отчёт         |
| 1982      | 6             | XVI           | Кеке Росберг        | Williams-Ford | Дижон         | Отчёт         |